# Thomas Stevenson
Thomas Stevenson  (Rainton, 1838 — Streatham, 18 de janeiro de 1908) foi um toxicologista e químico forense inglês.
Foi um analista do Home Office e na Inglaterra foi um experto em testemunhar diversos casos famosos de envenenamento. Estes incluem o Pimlico Mystery, o Caso Maybrick e o Caso Chapman.
Foi o mentor científico de Frederick Gowland Hopkins, laureado com o Nobel de Fisiologia ou Medicina de 1929.
Morreu vitimado por diabetes mellitus em 27 de julho de 1908 em sua casa na Streatham High Road em Londres, e foi sepultado no West Norwood Cemetery.